# NASCARカップ・シリーズ
NASCARカップ・シリーズ (NASCAR Cup Series) は、NASCARが主催するストックカーレースのトップ・カテゴリー。

## 概要
1949年にストリクトリー・ストック・シリーズ (Strictly Stock Series) としてスタートし、翌1950年にグランドナショナル・シリーズ（Grand National Series）と改名された。1972年からタバコメーカーのR.J.レイノルズ・タバコ社の協賛で、ウィンストンカップ・シリーズ（Winston Cup Series）として行われたが、2004年からスプリント・ネクステル社がスポンサーとなり、ネクステルカップ・シリーズ（NEXTEL Cup Series）となった。2008年からはシリーズ名称をスプリントカップ・シリーズと改称し、2017年からはモンスターエナジー・NASCARカップ・シリーズと改称した。
アメリカ6大スポーツの一つであるモータースポーツの頂点に位置するレースであり、アメリカにおける視聴者数は1レースあたり200万人から500万人に登る。なお日本で最も人気の高いアメリカンレースの、インディカーの平均視聴者数は50万人ほどである。
シリーズを構成する多くのレースの起源はアメリカ合衆国南部にあり、南部で根強い人気を持つが、次第に成長し現在ではアメリカ合衆国における最も人気のある6つのプロスポーツの内の1つとなった。最も有名なデイトナ500は、2009年には約1,600万人がテレビで観戦した。シリーズはカナダでも開催され、エキシビジョン・レースが日本とオーストラリアで開催された。
カップシリーズで使用される車両は、他の自動車レース車両と比較してユニークなものである。エンジンは200mph（320km/h）以上の速度に達するほど強力であるが、1.5トンを超える車重のため操作性は不十分である。ボディとシャシーはイコールコンディションを保つため厳密に規定される。また、エレクトロニクスは質実剛健なものである。
2007年シーズンから、コスト抑制や安全性向上などを目的にカー・オブ・トゥモロー（CoT）と呼ばれる新型車の導入を開始しており、2008年シーズンからは全レースでCoTが使われている。
2013年、スプリントカップにてカー・オブ・トゥモローの発展型、「ジェネレーション6(Gen-6)」を導入した。この新型車両は、それまでのCoT（以下、Gen-5）に比べてベース車両により近い外観を持ち、2006年までの車両に相当するメカニカルグリップを得る方針で開発された。 
Gen-6ではダウンフォースが増加した他、車体も軽量化している。エンジンフードとトランクリッドをCFRP製とし、その重量はGen-5より150ポンド（68kg）削減された。

## 歴史

### ストリクトリー・ストック、グランドナショナル
NASCARは1948年にモディファイド・レース、ロードスター・レースを認可し、翌1949年にはストリクトリー・ストックを導入した。8つのレースが異なったダートのオーバルコースおよびデイトナビーチ・ロードコースで開催された。
最初の「ストリクトリー・ストック」レースは1949年6月19日にシャーロット・スピードウェイで開催された。グレン・ダナウェイがレース後の車検で車両後部のスプリングを変更していたことで失格し、レースはジム・ローパーが優勝した。初代シリーズチャンピオンはレッド・バイロンであった。シリーズは1950年シーズンに「グランドナショナル」と改名された。この改名はNASCARのシリーズをよりプロフェッショナルでより格調高いものにしようとする意向が反映されたものであった。シリーズは1971年までグランドナショナルの名称で開催された。

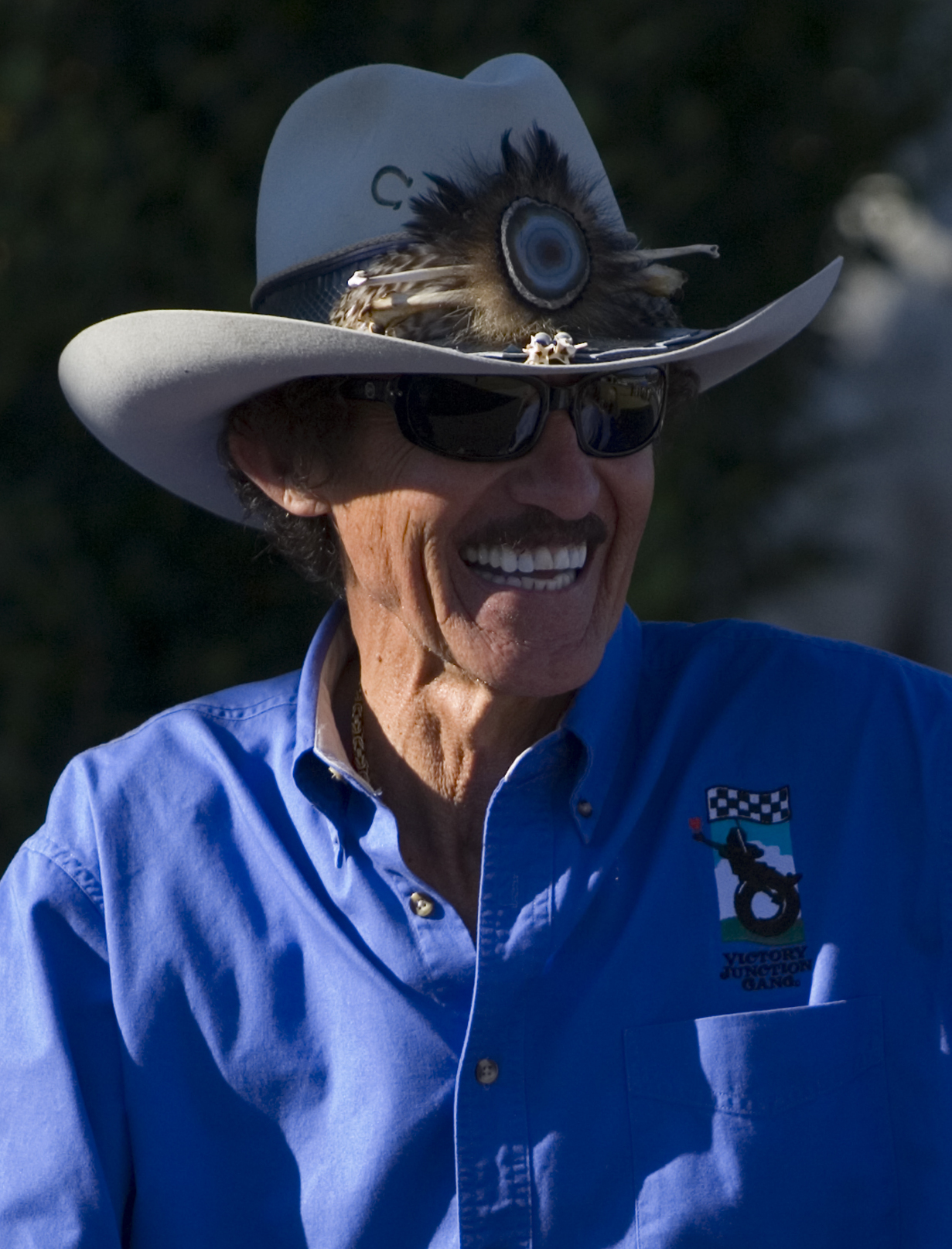
7度のシリーズチャンピオンに輝いたリチャード・ペティ。

1949年のNASCARストリクトリー・ストック・シリーズはNASCARの記録ではグランドナショナル・カップの最初のシーズンとして取り扱われている。マーティンズビル・スピードウェイは1949年のシーズンが開催されたサーキットの内、唯一現在もシリーズが開催されるサーキットである。
グランドナショナル・カップは1シーズンに60回以上のレースを開催したシーズンが数年間あり、しばしば2から3のレースが同じ週末に開催され、時折別々の州で同じ日に開催されることもあった。
シリーズ開催初期には大半のレースが未舗装のショートオーバル（4分の1マイルから2分の1マイル）もしくは未舗装オーバル（2分の1マイルから1マイル）で開催された。最初の221戦のレース中、198戦がダートコースで開催された。1950年にオープンしたダーリントン・レースウェイは、初の完全舗装が行われた距離1マイル以上のサーキットであった。1959年、デイトナ・インターナショナル・スピードウェイがオープンしたが、いまだ舗装コースよりもダートコースの方が多数であった。1960年代を通してスーパースピードウェイが次々と建設され、古いダートコースが舗装されるようになると、徐々にダートレースの数は縮小していった。
ダートコースで行われた最後のNASCARレースは、エアロ・ウォリアーズ時代の1970年9月30日にノースカロライナ州ローリーのステート・フェアグラウンド・スピードウェイで行われたレースであった。1970年式プリムス・スーパーバードを駆るリチャード・ペティが優勝し、優勝車両はペティ・エンタープライズからドン・ロバートソンに売却、再びレースに貸し出された。

### ウィンストンカップ
1972年から2003年まで、NASCARのトップカテゴリーはR.J.レイノルズ・タバコ社が冠スポンサーとなり、同社のブランドであるウィンストンの名が冠され、ウィンストンカップ・シリーズ（Winston Cup Series）と呼ばれた。後にタバコ広告が公衆健康の為のシガレット喫煙法や1998年タバコ製造社和解契約等のタバコ規制法で制限されるようになると、R.J.レイノルズのスポンサーシップは論議を呼ぶこととなった。
R.J.レイノルズがスポンサーとして関わり、シリーズのレース数は1年当たり48から31程度まで減少、1972年には近代NASCARが確立した。シーズンはより短縮し、続く4年間でポイントシステムは何度か変更された。ダートコースでのレースは取りやめられ、オーバルトラックは250-マイル (402.3 km)より短い距離で争われるようになった。NASCARの創始者であるビル・フランス・シニアは長男のビル・フランス・ジュニアにその運営を譲り渡した。1974年8月、フランス・ジュニアはシリーズの宣伝担当であるボブ・ラットフォードに、レースの距離や賞金に関係なく、全てのレースで等しく授与されるポイントシステムの設計を依頼した。このシステムにより、シリーズチャンピオンになるためには全てのレースに参加しなければならないようになった。このシステムは1975年に導入され、2004年にチェイス・フォー・ザ・チャンピオンシップが導入されるまで、変化の無いまま使用された。

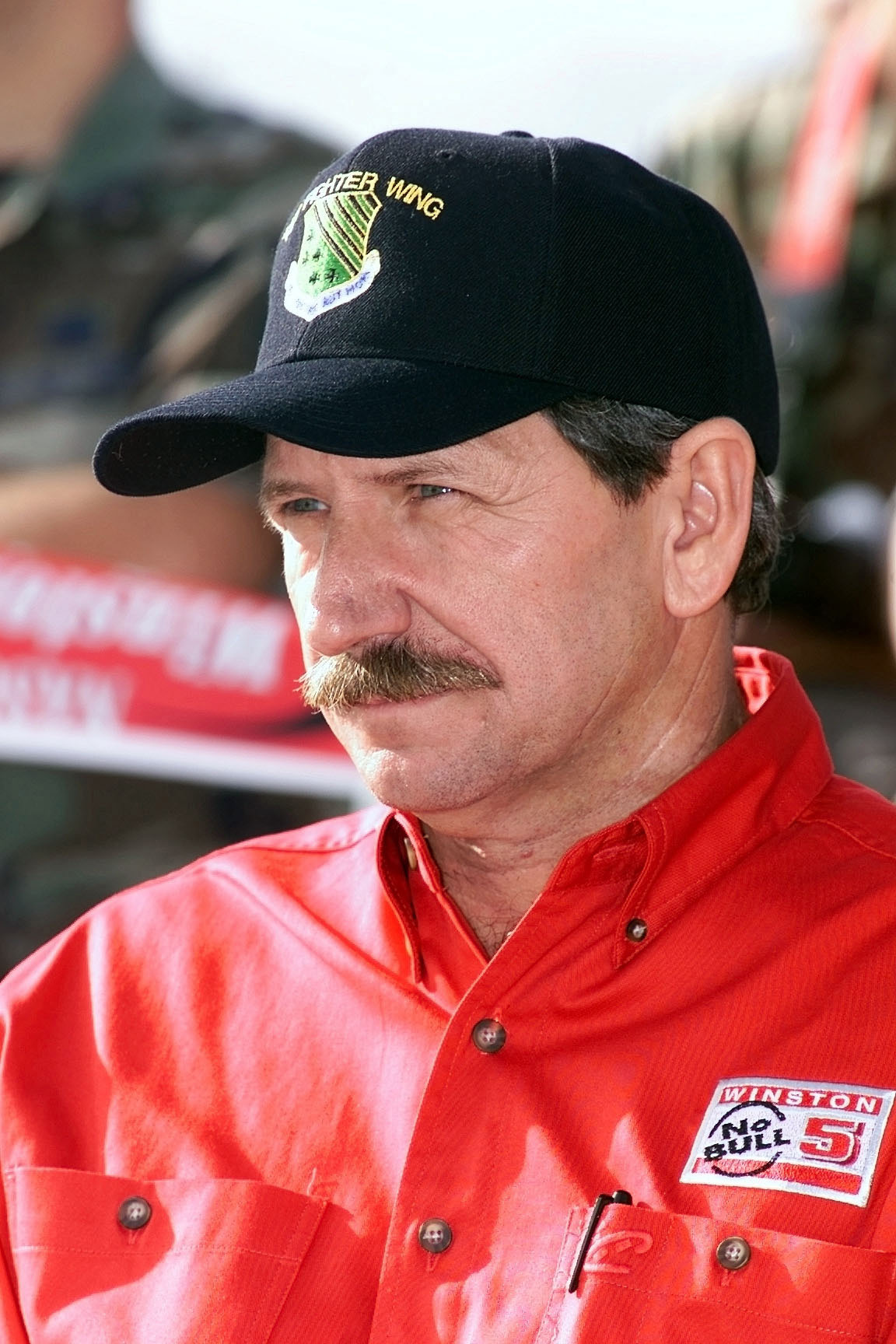
7度のシリーズチャンピオンに輝いたデイル・アーンハート。

1982年以来、デイトナ500はシーズン最初のエキシビション・レースとして開催されている。
ABCスポーツは1970年、グランドナショナル・シリーズのタラデガ、ノース・ウィルクスボロ・スピードウェイ、ダーリントン、シャーロット、ナッシュビルのレースを完全もしくは部分的に生中継放送した。これらのレースは他の多くのシリーズ戦に比べ面白味に欠け、ABCは生中継を中止した。代わりに編集を施したものがスポーツバラエティの「ワイド・ワールド・オブ・スポーツ」で放送された。
1979年のデイトナ500は、CBSでスタートからフィニッシュまで全国的にテレビ放送された最初のストックカーレースとなった。ファイナルラップでレースをリードしていたのはケール・ヤーボローとドニー・アリソンであった。2台はバックストレッチでクラッシュし、リチャード・ペティが2台をパス、優勝を獲得した。ヤーボローとアリソンに加え、ドニーの兄のボビー・アリソンが殴り合う様が全国に中継された。この一件はスポーツのドラマ性と感情を強調し、レースのテレビ中継の商品性を高めることとなった。NASCARにとって好都合だったことに、レースはアメリカ東海岸沿いに発生した猛吹雪と同時期に行われ、多くのテレビ視聴者が中継を見たことで、その様子を紹介するのに成功した。
1981年からシリーズの表彰式典はニューヨークのウォルドルフ＝アストリアで12月の第1金曜日の晩に行われた。1985年からはより大きなグランド・ボールルームで行われた。2001年には表彰式典を簡潔にするため、宴会は取りやめられることとなった。翌2002年、式典はマンハッタン・センターのハマースタイン・ボールルームに変更された。2003年に宴会が復活することとなり、式典は再びウォルドルフ＝アストリアで開催されるようになった。

### ネクステルカップ、スプリントカップ
2003年限りでR.J.レイノルズ・タバコとのスポンサー契約が終了し、NASCARは通信会社であるネクステル・コミュニケーションズ(Nextel Communications, Inc.)とスポンサー契約を締結した。 2004年シリーズからは「ネクステルカップ・シリーズ(Nextel Cup Series)」として開催されるようになった。
しかし、この頃になると1990年代のようなブームは終わり、テレビ視聴率も低迷しはじめていた。NASCAR運営はより新しい市場を開拓しようとした結果、アメリカ南部を軽視したため、長年のファンはかつてのような魅力を失いつつあるシリーズに批判的であった。
2003年のネクステルカップでは、年間8勝を挙げたライアン・ニューマンを差し置いて、僅か1勝しかしていないマット・ケンゼスがポイントリーダとなりシリーズチャンピオンとなった。この顛末が多くの批判を呼び、人気低迷を恐れたNASCARは翌2004年シーズンから「チェイス・フォー・ザ・ネクステルカップ」と呼ばれるプレーオフ制度（後述）を導入した。
2004年からトラックシリーズに参戦していたトヨタが、2007年からカップシリーズ及びブッシュシリーズに参戦開始。2008年にはカイル・ブッシュがトヨタ・カムリにカップシリーズ初勝利をもたらした。
2006年にはネクステル・コミュニケーションズがスプリント(Sprint Corporation)に買収され、存続会社は「スプリント・ネクステル(Sprint Nextel Corp.)」となった。これにより、2008年シーズンからカップシリーズは「スプリントカップ・シリーズ(Sprint Cup Series)」と改称され、チェイスもまた「チェイス・フォー・ザ・スプリントカップ」と呼ばれるようになった。
2013年7月、スプリントが日本のソフトバンクによって買収され、ソフトバンクの子会社となった。

### モンスターエナジーとのスポンサー契約へ
2016年12月1日、モンスターエナジーが最高峰シリーズのタイトルスポンサーとの契約を交わした。

## チャーターシステム
チャーターシステムとは、2016年より導入されている制度で、いわゆるシード権のようなものである。
過去3シーズン連続でフル参戦しているチームの戦績によって36のチャーターチームが決定され、全36戦へのエントリーが保証される。
決勝にはチャーターチーム36台と、予選を勝ち上がってきたオープンチーム4台の計40台が出走する。
チャーターはシーズンオフ中であれば取引することも可能であるが、チームオーナーが出走させることのできる台数は4台までと決められている。
なお、チャーターチームは毎年更新され、過去3シーズンの戦績が下位3チームになった場合、チャーターは剥奪され、条件を満たす他のチームがチャーターを獲得する。

## ランキング
現在のNASCARカップでは、ドライバー・オーナー・マニュファクチャラーでタイトルを争う。

### 2010年までのドライバーズポイントシステム
2010年シーズンまで、各レースのポイントは下記のようになっていた。カップでは通常43台が決勝に進出するので、予選を通過し決勝をスタートさえすれば、最低でも34ポイントは必ず獲得できるようになっていた。
なお下記のポイント以外にも決勝でラップリーダーを記録した場合とそのレースの最多ラップリーダーを獲得すると、それぞれ5ポイントのボーナスポイントが与えられる。
2007年にルール改正が行われ、優勝者の獲得ポイントが5ポイント引き上げられた。
| 順位 | 1位  | 2位  | 3位  | 4位  | 5位  | 6位  | 7位  | 8位  | 9位  | 10位 |
| 得点 | 185  | 170  | 165  | 160  | 155  | 150  | 146  | 142  | 138  | 134  |
| 順位 | 11位 | 12位 | 13位 | 14位 | 15位 | 16位 | 17位 | 18位 | 19位 | 20位 |
| 得点 | 130  | 127  | 124  | 121  | 118  | 115  | 112  | 109  | 106  | 103  |
| 順位 | 21位 | 22位 | 23位 | 24位 | 25位 | 26位 | 27位 | 28位 | 29位 | 30位 |
| 得点 | 100  | 97   | 94   | 91   | 88   | 85   | 82   | 79   | 76   | 73   |
| 順位 | 31位 | 32位 | 33位 | 34位 | 35位 | 36位 | 37位 | 38位 | 39位 | 40位 |
| 得点 | 70   | 67   | 64   | 61   | 58   | 55   | 52   | 49   | 46   | 43   |
| 順位 | 41位 | 42位 | 43位 |      |      |      |      |      |      |      |
| 得点 | 40   | 37   | 34   |      |      |      |      |      |      |      |
| ---- | ---- | ---- | ---- | ---- | ---- | ---- | ---- | ---- | ---- | ---- |

### 2011年以降のドライバーズポイントシステム
2011年のルール改定でポイントシステムが一新され、優勝者には43点のベースポイント＋ボーナス3ポイントの計46ポイントが与えられ（優勝した場合最終ラップで必然的にリードラップを獲得しているので後述するラップリーダーボーナス1点を含め必ず47ポイントは獲得できる）、以下2位42ポイント、3位41ポイント…43位1ポイントという形で1ポイントずつベースポイントが減っていく形になった（決勝出場台数の少ないキャンピング・ワールド・トラック・シリーズでは、最下位は36位なので8ポイントとなる）。また最多ラップリーダーに1ポイント、ラップリーダー記録者全員に各1ポイントがボーナスとして与えられる。
そしてもう一つ大きな変更点が、三大カップ戦にエントリーするドライバーは「ポイントを得られるシリーズがどれか一つに限られることになった」点。シーズン開幕前に自らがメインとするシリーズを選択する必要があり、それ以外のシリーズで入賞しても一切ドライバーズポイントは得られない。
2011年の開幕戦となったデイトナ500では、優勝したトレバー・ベインはネイションワイド・シリーズが主戦場のため、この新ルールに従いドライバーズポイントは全く与えられず「優勝したのにノーポイント」という珍事が早速発生した。

### 2017年以降のドライバーズポイントシステム
2017年にステージ制度が導入されると、ステージ毎の順位で1位から10位まで10-9-8-･･･2-1のポイントを得られる様になった。またフィニッシュ時の順位のポイントも1位から40-35-34-33･･･2-1-1-1･･･というものに変更された。一方でリードラップに関するボーナスポイントは廃止されている。

### マニュファクチャラーズタイトル
製造者（メーカー）の選手権。以前は1960年から1990年のF1に近いポイントシステムで、1位～6位のドライバーのメーカーごと順番に9-6-4-3-2-1と与えられた。
現在はよりシンプルに、各マニュファクチャラーで最上位のドライバーの順位によってドライバーズポイントと同じ点数が与えられる。加えて優勝には3・1度以上のリードラップ奪取に1、最多リードラップドライバーのマニュファクチャラーに1ポイントがそれぞれ加算される。例えば、トヨタが1-3位を占め、4位にシボレーが入った場合、トヨタは優勝車の43ポイント、シボレーは4位の33ポイントを得られる。

### オーナーズチャンピオンシップ
2011年にドライバーズタイトルを争うシリーズを選ぶ決まりになったことから、その救済として設定された。オーナーとはマシンの所有者のことで、ドライバーズポイントと同じポイントがオーナーに入る。前述のトレバー・ベインの様に、もしドライバーがそのシリーズでドライバーズタイトルを争うことを選んでいなかったとしても、オーナーズポイントは獲得できる仕組みである。

## プレーオフ
ドライバーズチャンピオンシップ・オーナーズチャンピオンシップにおいては「プレーオフ」（2004年導入から2016年までは「Chase for the Cup」、「チェイス」と呼ばれていた）がある。このシステムはシリーズが残り10戦となった時点（つまり第26戦終了時）のドライバーズポイントランキングをリセットするものである。なおリセット後、それまでの優勝回数などに応じてボーナスポイントを与えられる。
これはシーズンが終盤になると各ドライバーの獲得ポイントに大きな差が付き、シリーズチャンピオン争いがごく少数のドライバーに絞られてしまうこと。それと2003年にマット・ケンゼスがわずか1勝でシリーズチャンピオンを獲得してしまったのを理由とし、ファンのレースへの興味が薄れることを防ぐために導入されたもので、いわば一種のプレーオフのような効果を狙ったものの一つである。概ねこの制度は好評で、シーズン終盤を盛り上げることに大きな効果を挙げている。
ちなみにこの「Chase」に残れなかったドライバーについては事実上チャンピオン争いから脱落することになるが、そのようなドライバーのモチベーション低下を防ぐために、「Chase」不参加のドライバーの中でシーズン終了時のポイントランキングが最上位の者には100万ドルのボーナスが与えられるシステムも同時に導入されている。

### 2004年～2006年
ポイントランキング上位10名＋獲得ポイントがトップから400点以内のドライバーについてポイントを下記の表に従ってリセットした。
| 順位 | 1位  | 2位  | 3位  | 4位  | 5位  | 6位  | 7位  | 8位  | 9位  | 10位 |
| 得点 | 5050 | 5045 | 5040 | 5035 | 5030 | 5025 | 5020 | 5015 | 5010 | 5005 |
| ---- | ---- | ---- | ---- | ---- | ---- | ---- | ---- | ---- | ---- | ---- |

※11位以下でトップからポイントが400点差以内のドライバーがいる場合は、一律5000点が与えられる。（ただし実際には適用者は現れなかった）

### 2007年～2010年
ポイントのリセット対象をランキング12位までとしたほか、原則として各ドライバーに与えるポイントを一律5000点とし、これに第26戦までの勝利数に応じたボーナスポイントとして1勝につき10ポイントを加算する形となった。

### 2011年～2013年
ポイントシステム変更に伴い、チェイスのルールも変更された。
- チェイス進出ドライバーのポイントを一律2000点にリセット。レギュラーシーズン中に記録した勝利数に応じて、1勝あたり3点のボーナス点が加算される。
- リセット対象がランキング12位までという点に変更はないが、11位・12位のドライバーについては、ランキング11～20位以内の選手の中で第26戦までの勝利数が多い2名が選ばれることになった（勝利数で並ぶ、または優勝経験者がいなかった場合はポイント順）[11]。

### 2014年～
以下に示す大幅なルール変更が行われた。
- チェイス進出枠を16人に変更。
- 進出者は、第26戦までの成績によって決定する。
- 30位以内で1勝以上した15人と、それ以外で最多ポイントを獲得した1人が選出される。
- ポイントは基礎点2000点＋1勝あたり3点のボーナス点が与えられる。

- チェイスに該当するシリーズラスト10戦は4つのラウンドに分けられ、各ラウンドが終了した時点で獲得ポイント下位4人が脱落する。ただし各ラウンドでの優勝者は無条件で次のラウンドに進出できる。一方脱落者はチェイス開始時のポイントを剥奪され、それまでの成績に対応する通常のポイントが与えられる。
  - チャレンジャー・ラウンド（第27戦から29戦）
    - 16人が各2000点+ボーナス点の状態から3レースを行い、12人が勝ち上がる。

  - コンテンダー・ラウンド（第30戦から32戦）
    - 12人が各3000点の状態から3レースを行い、8人が勝ち上がる。

  - エリミネーター・ラウンド（第33戦から35戦）
    - 8人が各4000点の状態から3レースを行い、4人がチャンピオン候補となる。

  - NASCARスプリントカップ・チャンピオンシップ（最終戦）
    - 4人のポイントを各5000点にリセット、4人の内で最先着のドライバーがシリーズチャンピオンとなる。

### 2017年
プレーオフに改称。リセット後優勝1回につき5ポイントが与えられる他、この年導入されたステージ制における、ステージ1・2の優勝1回につき1ポイントが与えられる仕組みに変わった。

#### プレーオフ勝者
| 年   | ドライバー（タイトル回数）           | チーム                             | 車番 | 車種                                            | 出走数 （総レース数） | 勝利数 | トップ10 | ポールポジション | ポイント（2位との点差） |
| ---- | ------------------------------------ | ---------------------------------- | ---- | ----------------------------------------------- | --------------------- | ------ | -------- | ---------------- | ----------------------- |
| 2004 | カート・ブッシュ                     | ラウシュ・フェンウェイ・レーシング | 97   | フォード・トーラス                              | 36 (36)               | 3      | 21       | 1                | 6506 (8)                |
| 2005 | トニー・スチュワート (2)             | ジョー・ギブス・レーシング         | 20   | シボレー・モンテカルロSS                        | 36 (36)               | 5      | 25       | 3                | 6533 (35)               |
| 2006 | ジミー・ジョンソン                   | ヘンドリック・モータースポーツ     | 48   | シボレー・モンテカルロSS                        | 36 (36)               | 5      | 24       | 1                | 6475 (56)               |
| 2007 | ジミー・ジョンソン (2)               | ヘンドリック・モータースポーツ     | 48   | シボレー・モンテカルロ SS/シボレー・インパラ SS | 36 (36)               | 10     | 24       | 4                | 6723 (77)               |
| 2008 | ジミー・ジョンソン (3)               | ヘンドリック・モータースポーツ     | 48   | シボレー・インパラ SS                           | 36 (36)               | 7      | 22       | 6                | 6684 (69)               |
| 2009 | ジミー・ジョンソン (4)               | ヘンドリック・モータースポーツ     | 48   | シボレー・インパラ SS                           | 36 (36)               | 7      | 22       | 6                | 6492 (141)              |
| 2010 | ジミー・ジョンソン (5)               | ヘンドリック・モータースポーツ     | 48   | シボレー・インパラ                              | 36 (36)               | 6      | 23       | 2                | 6622 (39)               |
| 2011 | トニー・スチュワート (3)             | スチュワート＝ハース・レーシング   | 14   | シボレー・インパラ                              | 36 (36)               | 5      | 19       | 1                | 2403 (0)                |
| 2012 | ブラッド・ケセロウスキー             | ペンスキー・レーシング             | 2    | ダッジ・チャージャー                            | 36 (36)               | 5      | 23       | 0                | 2400 (39)               |
| 2013 | ジミー・ジョンソン (6)               | ヘンドリック・モータースポーツ     | 48   | シボレー・インパラ                              | 36 (36)               | 6      | 24       | 3                | 2419 (19)               |
| 2014 | ケヴィン・ハーヴィック               | スチュワート＝ハース・レーシング   | 4    | ホールデン・VFコモドア                          | 36 (36)               | 8      | 5        | 20               | 5,043 (1)               |
| 2015 | カイル・ブッシュ                     | ジョー・ギブス・レーシング         | 18   | トヨタ・カムリ                                  | 25 (36)               | 5      | 16       | 1                | 5043 (1)                |
| 2016 | ジミー・ジョンソン (7)               | ヘンドリック・モータースポーツ     | 48   | ホールデン・VFコモドア                          | 36 (36)               | 5      | 16       | 1                | 5043 (3)                |
| 2017 | マーティン・トゥーレックス・ジュニア | ファニチャー・ロウ・レーシング     | 78   | トヨタ・カムリ                                  | 36 (36)               | 8      | 26       | 3                | 5040 (5)                |
| 2018 | ジョーイ・ロガーノ                   | チーム・ペンスキー                 | 22   | フォード・フュージョン                          | 36 (36)               | 3      | 26       | 1                | 5040 (5)                |
| 2019 | カイル・ブッシュ (2)                 | ジョー・ギブス・レーシング         | 18   | トヨタ・カムリ                                  | 36 (36)               | 5      | 27       |                  | 5,040 (5)               |
| 2020 | チェイス・エリオット                 | ヘンドリック・モータースポーツ     | 9    | シボレー・カマロ                                | 36 (36)               | 5      | 22       |                  | 5,040 (5)               |
| 2021 | カイル・ラーソン                     | ヘンドリック・モータースポーツ     | 22   | シボレー・カマロ                                | 36 (36)               | 10     | 26       |                  | 5,040 (6)               |
| 2022 | ジョーイ・ロガーノ                   | チーム・ペンスキー                 | 22   | フォード・マスタング                            | 36 (36)               | 4      | 15       |                  | 5,040 (6)               |
| 2023 | ライアン・ブレイニー                 | チーム・ペンスキー                 | 12   | フォード・マスタング                            | 36 (36)               | 3      | 18       |                  | 5,035 (1)               |
| 2024 | ジョーイ・ロガーノ                   | チーム・ペンスキー                 | 22   |                                                 |                       |        |          |                  |                         |

## 車両
カップシリーズに参戦する車両（しばしば「カップ・カー」と呼ばれる）は、1949年以降幾度かの大きな規定変更を経て、2016年現在は後述のような仕様となっている。

### 競技車両の変遷

#### 1949年 - 1970年代

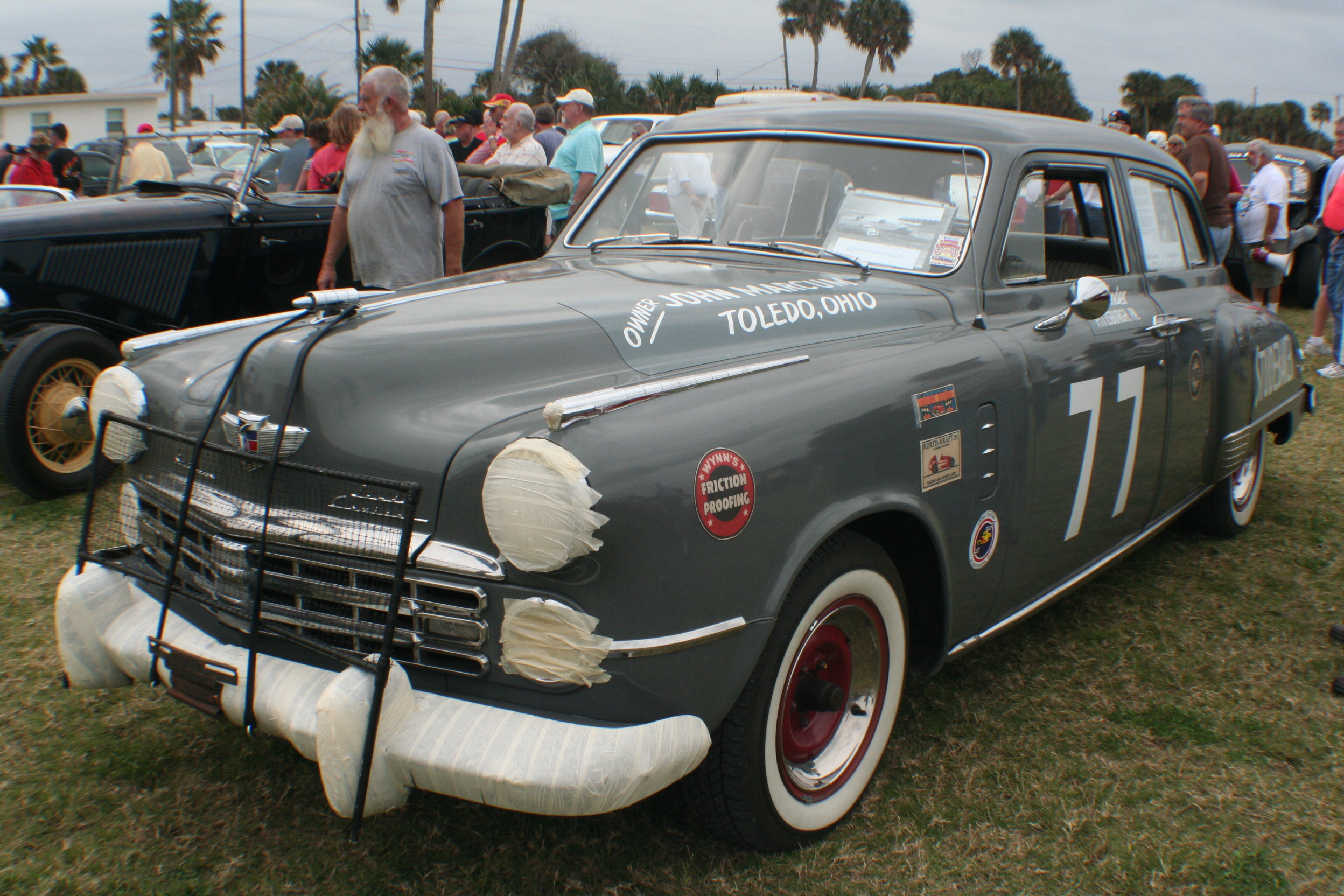
1951年式スチュードベーカー、ディック・リンダー車。1951年デイトナビーチロードレース参戦車両。

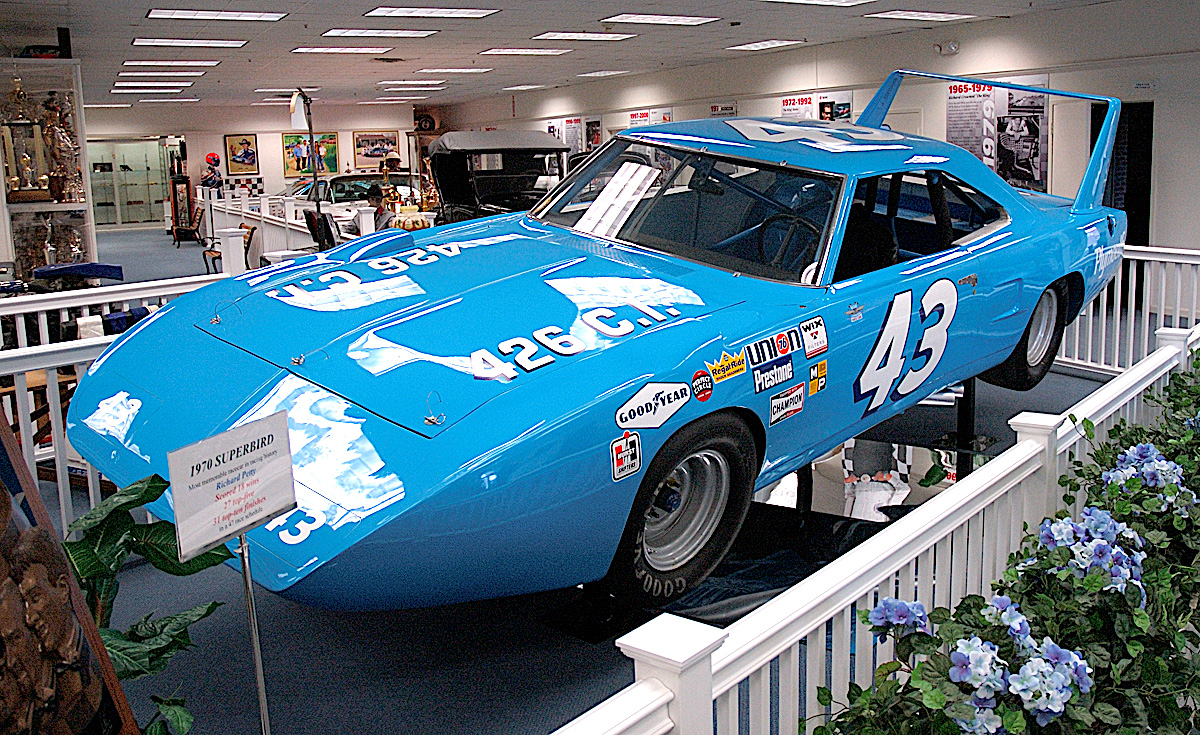
エアロ・ウォリアーズ時代の覇者、リチャード・ペティのプリムス・スーパーバード。

フロントエンジン・リアドライブの市販車両が市場の大多数を占めた1949年から1970年ごろまでは、北米市場で最低500台を販売した車両であればどんな車両でも参戦できた。1957年、機械式燃料噴射装置を搭載しオーバルトラックで圧倒的な強さを誇ったシボレー・150の使用が禁止され、以降の車両はキャブレターのみが認可された。1960年代半ばまでは大排気量エンジンを搭載したフルサイズ車が多く使用されたが、1966年以降は中型車にフルサイズの大排気量エンジンを搭載したマッスルカーに取って代わられた。1969年から1970年には特別な大排気量エンジンと大型エアロパーツ付き車両のホモロゲーションを別々に取得し、両者を組み合わせる手法で極めて高性能なレース車両を作り上げるエアロ・ウォリアーズと呼ばれたスペシャルモデルの規制の為、特殊な空力付加物を装着した車両の排気量を305立方インチ（5.0L）までに制限する事で、事実上このような車両のオーバルトラックでの競争力を失わせた。ホモロゲーション台数もそれまでの最低500台から最低3000台に大幅に引き上げられた為、エアロ・ウォリアーズの時代は僅か2年程で幕を閉じた。同時期に市販車その物のシャーシを使用するストックボディから、鋼管フレームシャーシにボディ外板を被せる現在と同じパイプフレームボディへの移行も進んだ。

#### 1980年代 - 2007年

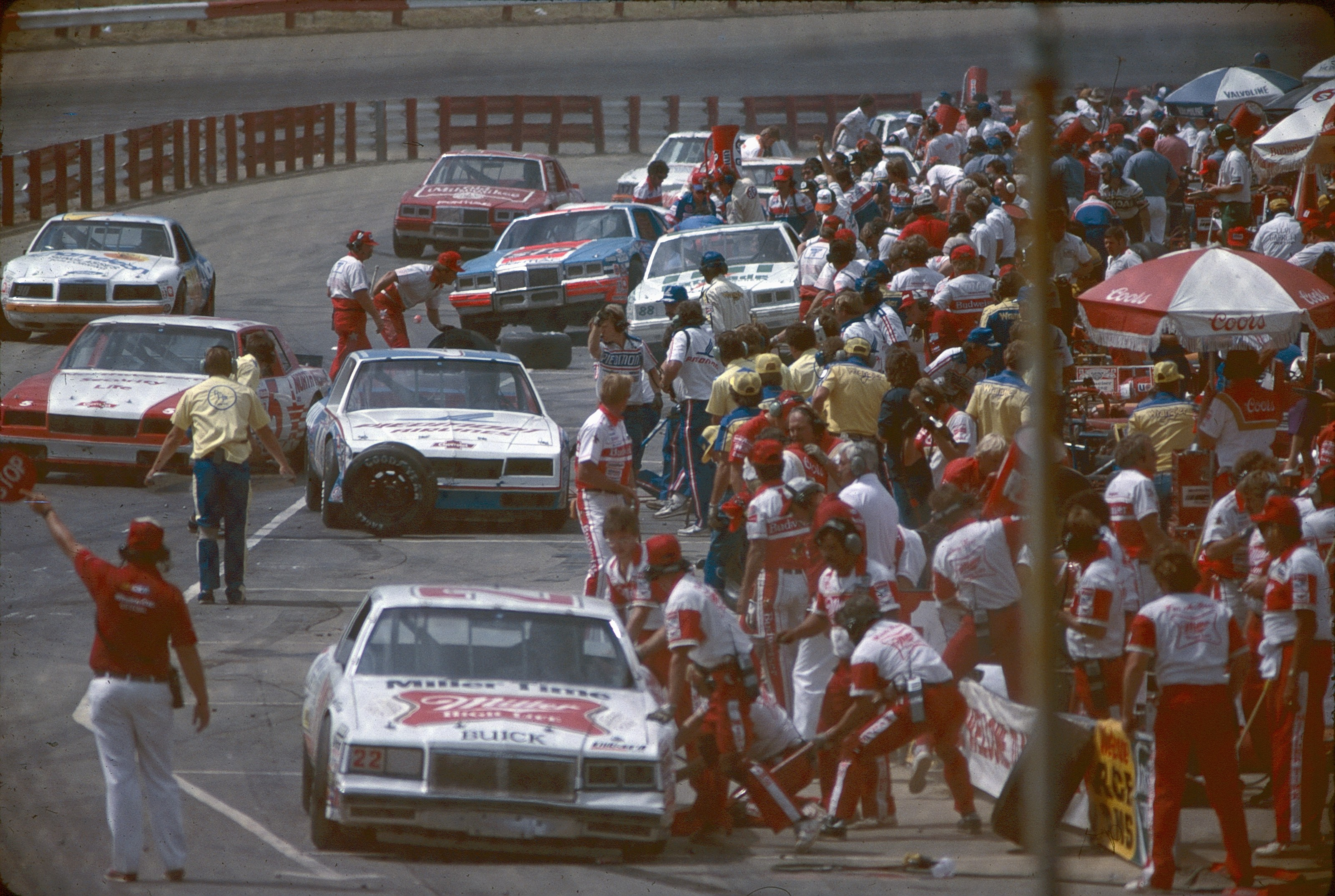
1985年のリッチモンド・インターナショナル・レースウェイでのピットロード。ビュイック・ルセイバーやリーガル、シボレー・モンテカルロが多い。

1970年代初頭には各メーカー毎に358立方インチ（5.8L）から429立方インチ（7.0L）まで様々な排気量のV8エンジンが混在していたが、競争力の均衡化の為リストリクタープレートが導入された。1973年の石油危機と1970年代中盤の自動車排出ガス規制は、カップ・カーのベースとなる市販車両とV8エンジンの製造に大きな悪影響を及ぼした。これらの影響が尾を引いた1980年代以降は、アメリカ車のダウンサイジングが進み、それまでのレギュレーションで定められたホイールベースを満たせる市販車が大幅に減少した。NASCARもホイールベースを最低値を短くする事でこれに対処したが、各メーカーはNASCAR参戦の為のみに、一部の市販車両のホイールベースをレギュレーションで定められた最低値に合わせざるを得なくなり、その結果として市販車両の外観に明らかにカップ・カーのの影響を受けた車体サイズやボディ形状を持つものが現れる事となった。しかし、それが当時の市場が求める大多数の要望を満たす物とは限らず、結果として不人気車となるものも存在した。

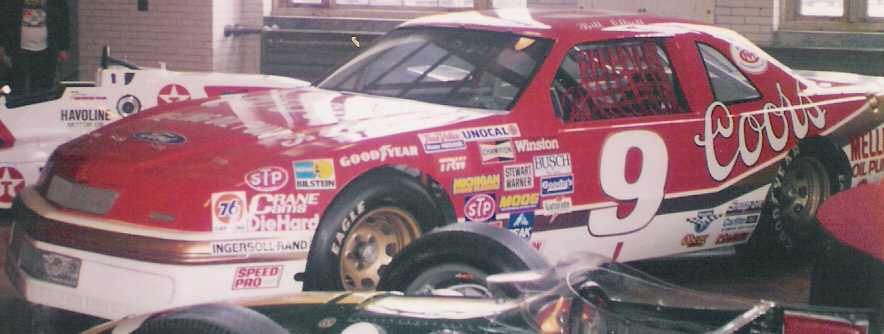
ビル・エリオットがタラデガで212.809 mphの予選周回速度を記録した1987年式フォード・サンダーバード

それでも市販車両の空力性能改善は進んでいき、1987年にはカップ・カーの平均周回速度は時速210マイル（約340km/h）に達したが、同年のタラデガ戦にてボビー・アリソンが観客5名に負傷者を出す大事故を起こし、デイトナやタラデガなどの一部のスーパースピードウェイではリストリクタープレートの装着が全車義務付けとなった。その後、1993年のタラデガ戦でもニール・ボンネットが1987年のアリソンと類似した大クラッシュ（ビッグ・ワン）を起こし、車体がスピンして後ろを向いた際の浮上（エアボーン・クラッシュ）を防ぐルーフフラップの装着が全車義務付けとなった。

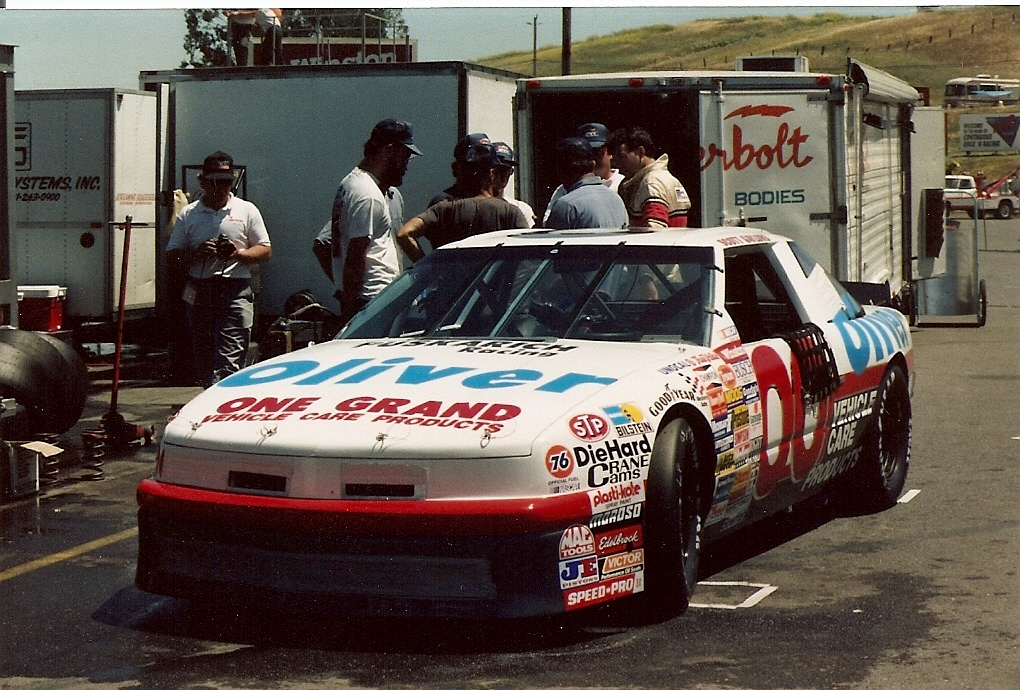
1991年式オールズモビル・カトラス・シュープリーム、スコット・ゲイロード車。NASCAR初年度から参戦していた名門オールズモビルも翌92年に撤退した。

1980年代後半から1990年代に掛けて、アメリカ車の多くがV型6気筒と前輪駆動へ移行し、車種によっては2ドアボディを持たないものも現れ始めていたが、NASCARは依然として2ドアボディとV型8気筒の後輪駆動を維持した為、各自動車メーカーは実際の市販車両とは全く異なるエンジンと駆動方式、ドア枚数でカップ・カーを製造せざるを得なくなり、ストックカーとしての意義が次第に薄れていくようにもなっていった。この時期までにビュイックやオールズモビル、マーキュリーなどビッグスリー内の比較的販売が低迷していたディビジョンの中には、カップ・カーの製造から撤退するところも現れ始めた。

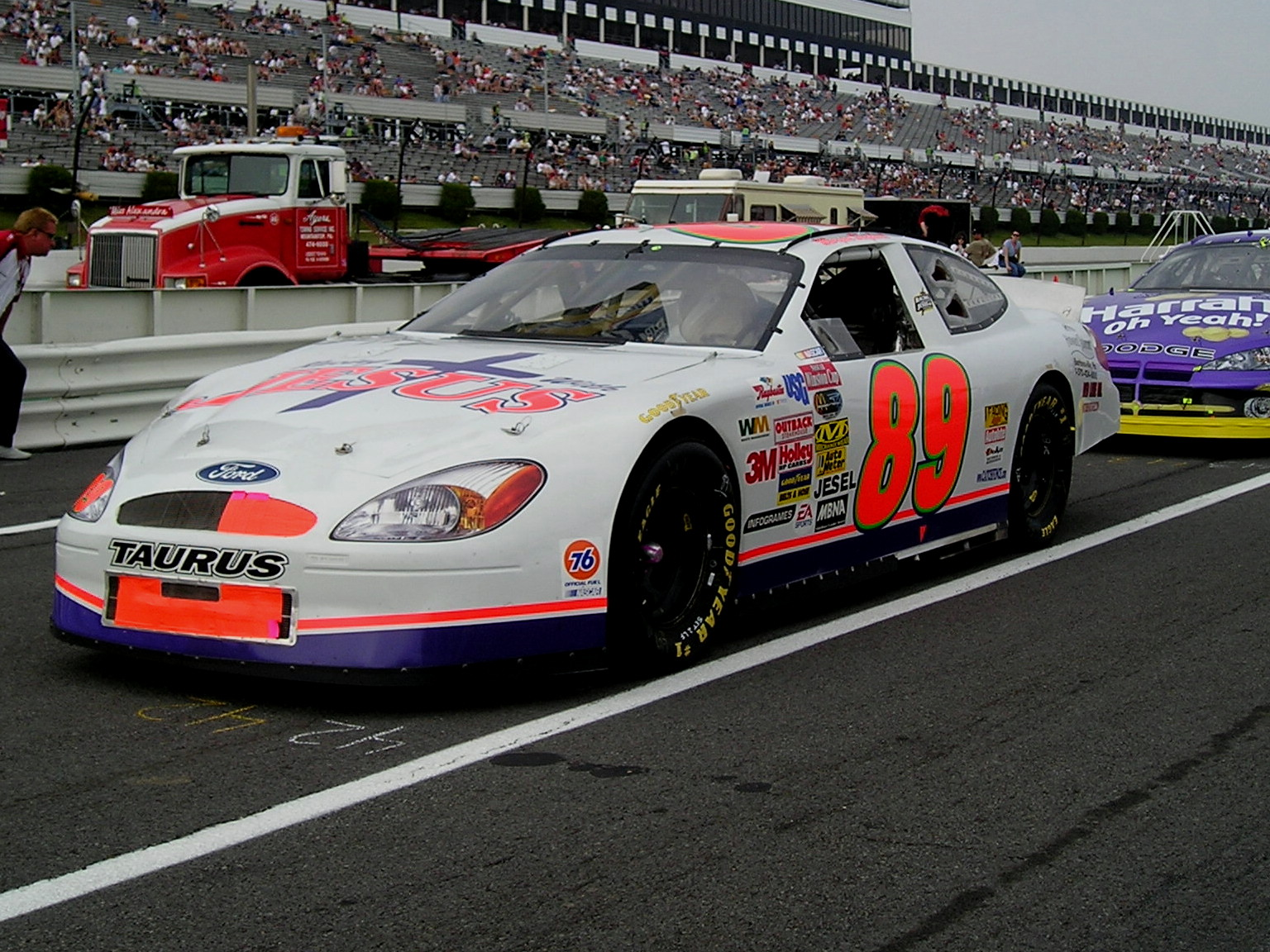
2003年、ポコノ・レースウェイでのオフセット・カー時代のフォード・トラース。モーガン・シェファード車。

2000年代に入るとNASCARに参戦できる車体寸法を持つ市販車両は、各メーカーがカップ・カーと直接関連付けて販売する一部のスポーツモデルのみに限定されるようになり、カップ・カーと市販車両との関連性はボンネット、ルーフ、トランクリッドの形状を同一にする他は、外見上は車両前後のランプ類を模したデカール類のみでその類似性を判断できる程度となっていった。この時期のNASCARは特定の車両の競争力が高まるとその都度レギュレーションを小変更する対応に追われており、度々各メーカーから抗議が発生する事態となっていた。2001年にはデイル・アーンハートの死亡事故が発生、HANSデバイスの装着が義務付けとなった。2003年にはフォード・トーラスが極端な左右非対称ボディ（オフセット・カー）を使用していた事が発覚、アプローブド・ボディ・コンフィグレーション(ABC)と呼ばれるボディの左右対称性を認証する新基準が導入される事となった。

#### カー・オブ・トゥモロー（2007年 - 2012年）

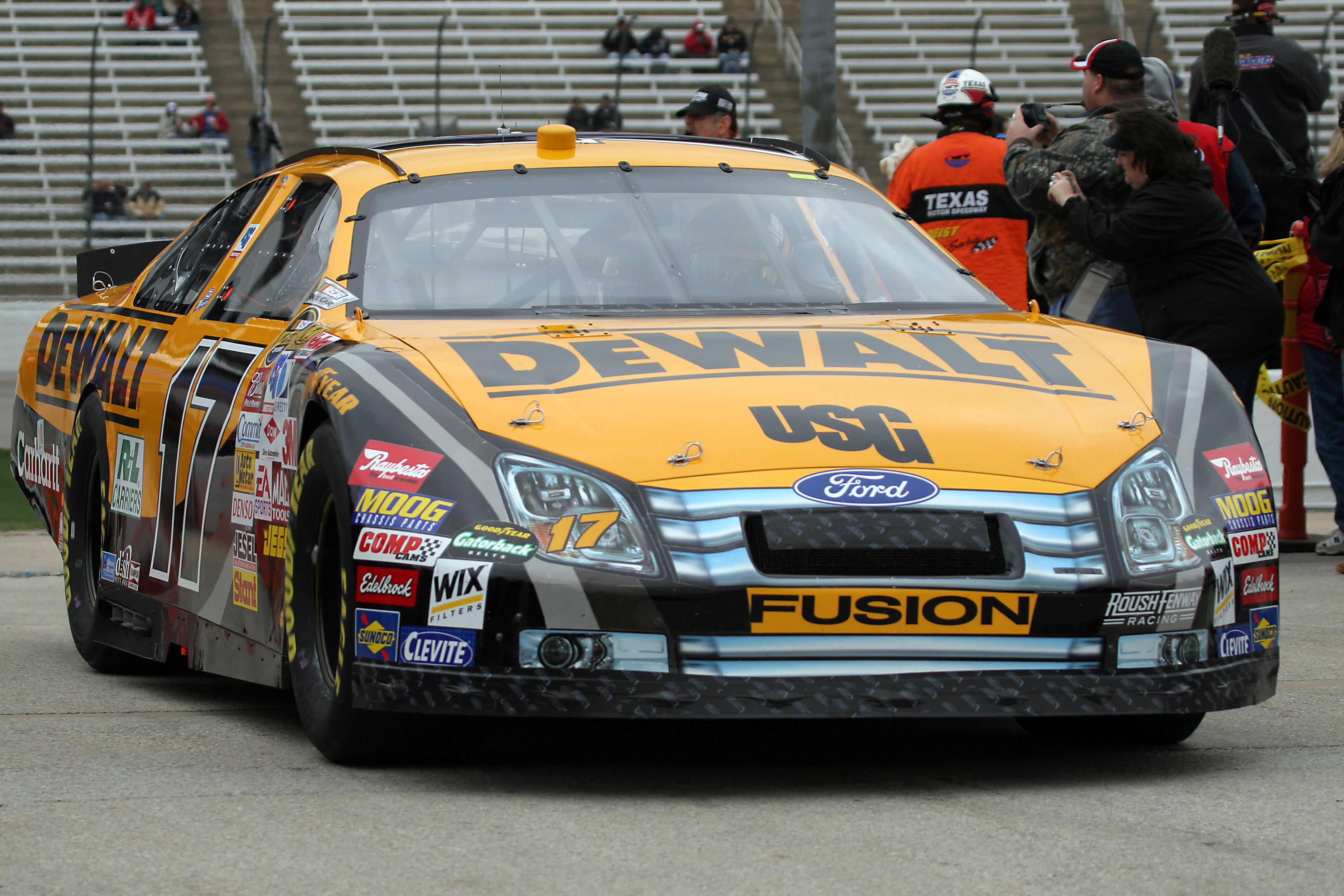
テキサス・モーター・スピードウェイでの2007年式COT Gen-4規定型フォード・フュージョン、マット・ケンゼス車。

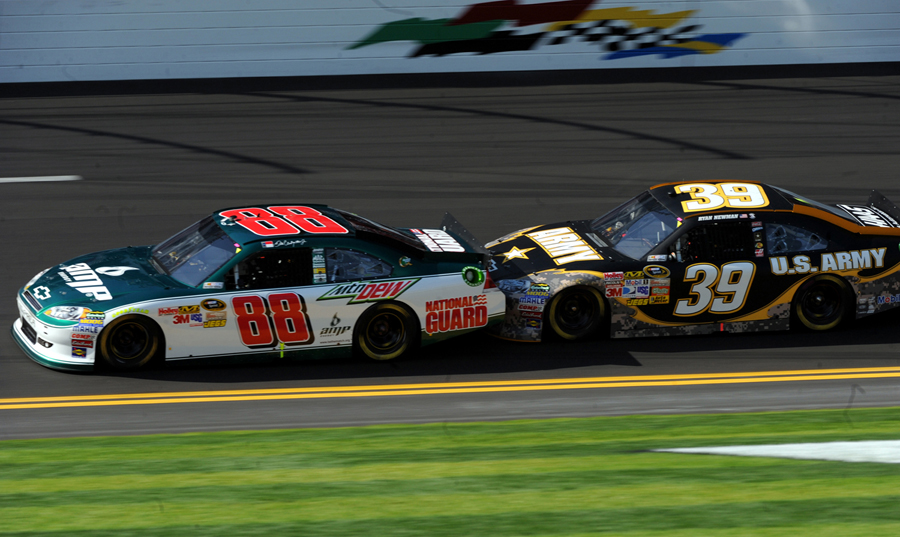
Gen-5時代の常套テクニックとなり、多くの批判も浴びた極端に接近したタンデム走行。デイル・アーンハート・ジュニアとライアン・ニューマンが2011年のデイトナ500で行った光景。

このような背景の中、2007年に導入されたのがカー・オブ・トゥモロー(CoT)規定であり、これを機に全ての参戦車両が車両前後のデカールを除いては全く同じ車体形状を持つ事を強制される事となった。しかし、電子制御式燃料噴射装置の導入や可変式リアウイングの採用など新機軸も多数盛り込まれた。2007年から2010年まで使用された最初のCoT既定車は第4世代(Gen-4)と呼ばれたが、大きく嵩張ったリアウイングがスピンした際にエアボーン・クラッシュを誘発させうる技術的欠点が発覚し、実際に2009年のアーロンズ499ではカール・エドワーズが観客6名を負傷させる大クラッシュが発生した。2011年からはフロントセクションの形状を変更して空力特性の改善を図った第5世代(Gen-5)へと移行したが、今度は2台の車両が車間距離をほぼ0になる程接近してタンデム走行を行う事で、通常のドラフティング走行と比較して毎時10マイル(約16km/h)以上速度が向上するという「裏技」の存在が明らかとなり、（アメリカン・レーシングを好む多くの米国人が嫌悪する）フォーミュラ1にも似たチームオーダーを思わせる露骨なレース展開が横行するようになっていった。

#### ジェネレーション6（2013年 - 2021年）

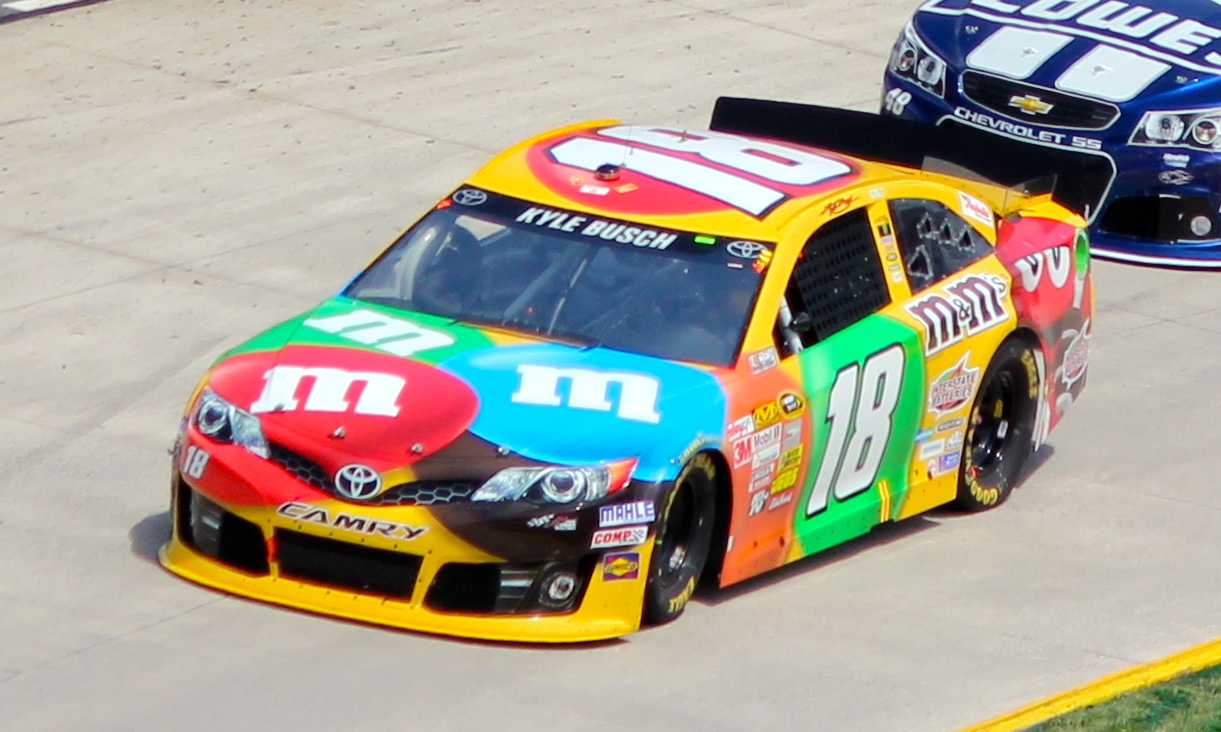
2013年のSTPガスブースター500に出走したGen-6規定型トヨタ・カムリ、カイル・ブッシュ車。

CoTの様々な欠点の反省から、2013年に導入されたのがジェネレーション6(Gen-6)と呼ばれる現行規定である。Gen-6は不評であった全車統一のボディ形状規定を廃止して各社が異なるボディ形状を持つ事を許容し、複数種類の統一エアロパーツを使用する事を許可した。ボディパネルには炭素繊維が多用され、軽量化と周回速度、安全性の向上を実現したが、Gen-5に比較して高騰した車両価格の抑制が今後の課題となっている。

#### Next-Gen（Gen7）（2022年 - ）
先代に引き続き鋼管スペースフレームが採用されているが、6速シーケンシャルシフト、独立懸架のリアサスペンション、BBS製の18インチのセンターロックホイールなど、初採用となった要素が多い。

## 参加マニファクチャラー
| メーカー                 | 車種                                                  | 参戦年度                         | タイトル |
| ------------------------ | ----------------------------------------------------- | -------------------------------- | -------- |
| アルファロメオ           | アルファロメオ・ジュリエッタ                          | 1962                             | 0        |
| アメリカン・モーターズ   | ナッシュ・アンバサダー                                | 1950年代初期                     | 0        |
| アメリカン・モーターズ   | ハドソン・ホーネット                                  | 1950年代初期                     | 3        |
| アメリカン・モーターズ   | AMC・マタドール                                       | 1971-78                          | 0        |
| アストンマーティン       | アストンマーティン・DB2/4                             | 1953                             | 0        |
| オースチン・ヒーレー     | オースチン・ヒーレー・スプライト                      | 1961-62                          | 0        |
| クライスラー             | デソート・ファイアードーム                            | 1952 & 1959                      | 0        |
| クライスラー             | ダッジ・コロネット                                    | 1953-57; 1965-68                 | 2        |
| クライスラー             | ダッジ・440                                           | 1964                             | 2        |
| クライスラー             | ダッジ・チャージャー/デイトナ                         | 1966-77; 2005-2007               | 2        |
| クライスラー             | ダッジ・マグナム                                      | 1978-80                          | 2        |
| クライスラー             | ダッジ・ミラーダ                                      | 1981–85                          | 2        |
| クライスラー             | ダッジ・イントレピッド                                | 2001-04                          | 2        |
| クライスラー             | ダッジ・アベンジャー                                  | 2007 (COT)                       | 2        |
| クライスラー             | ダッジ・チャージャー R/T                              | 2008-2012                        | 2        |
| クライスラー             | クライスラー・300                                     | 1954-56                          | 2        |
| クライスラー             | クライスラー・インペリアル                            | 1983-85                          | 2        |
| クライスラー             | プリムス・ベルベディア                                | 1959-67                          | 2        |
| クライスラー             | プリムス・ロードランナー/スーパーバード               | 1968-74                          | 2        |
| クライスラー             | プリムス・サヴォイ                                    | 1950年代                         | 2        |
| フォード                 | フォード・フェアレーン                                | 1955年 - 1959年, 1966年 - 1967年 | 13       |
| フォード                 | フォード・サンダーバード                              | 1959年 - 1960年, 1977年 - 1997年 | 13       |
| フォード                 | フォード・ギャラクシー                                | 1960年 - 1966年                  | 13       |
| フォード                 | フォード・トリノ/タラデガ                             | 1968年 - 1977年                  | 13       |
| フォード                 | フォード・トーラス                                    | 1998年 - 2005年                  | 13       |
| フォード                 | フォード・フュージョン                                | 2006年 - 2018年                  | 13       |
| フォード                 | フォード・マスタング                                  | 2019年 - （現在）                | 13       |
| フォード                 | マーキュリー・モントレー                              | 1950年代–1962                    | 1        |
| フォード                 | マーキュリー・マローダー                              | 1963–1966                        | 1        |
| フォード                 | マーキュリー・コメット/サイクロン                     | 1966-67                          | 1        |
| フォード                 | マーキュリー・サイクロン/モンテゴ                     | 1968-80                          | 1        |
| フォード                 | マーキュリー・クーガー                                | 1970年代-1980年代                | 1        |
| フォード                 | リンカーン・コスモポリタン/カプリ                     | 1949-57                          | 0        |
| フォード                 | エドセル・レンジャー・コンバーチブル                  | 1959                             | 0        |
| ゼネラルモーターズ       | ビュイック・リーガル                                  | 1981-85, 1988-91                 | 2        |
| ゼネラルモーターズ       | ビュイック・センチュリー                              | 1976-80                          | 2        |
| ゼネラルモーターズ       | ビュイック・グラン・スポーツ                          | 1970年代                         | 2        |
| ゼネラルモーターズ       | ビュイック・ルセイバー                                | 1986-87                          | 2        |
| ゼネラルモーターズ       | ビュイック・サマーセット                              | 1980年代                         | 2        |
| ゼネラルモーターズ       | キャデラック・シリーズ61/シリーズ62                   | 1949-55                          | 0        |
| ゼネラルモーターズ       | シボレー・ベルエア                                    | 1955-58                          | 27       |
| ゼネラルモーターズ       | シボレー・シェベル/マリブ                             | 1964–80                          | 27       |
| ゼネラルモーターズ       | シボレー・シェベル・ラグーナ                          | 1973–77                          | 27       |
| ゼネラルモーターズ       | シボレー・インパラ                                    | 1979年 - 1980年, 2010年 - 2012年 | 27       |
| ゼネラルモーターズ       | シボレー・インパラ SS                                 | 2007年(COT) - 2009年             | 27       |
| ゼネラルモーターズ       | シボレー・ルミナ                                      | 1989年 - 1994年                  | 27       |
| ゼネラルモーターズ       | シボレー・モンテカルロ/モンテカルロ SS                | 1971年 - 1988年, 1995年 - 2007年 | 27       |
| ゼネラルモーターズ       | ホールデン・VFコモドア                                | 2013年 - 2017年                  | 27       |
| ゼネラルモーターズ       | シボレー・カマロ                                      | 2018年 - （現在）                | 27       |
| ゼネラルモーターズ       | オールズモビル・88                                    | 1949-60                          | 4        |
| ゼネラルモーターズ       | オールズモビル・カトラス/カトラス・シュープリーム/442 | 1976-92                          | 4        |
| ゼネラルモーターズ       | オールズモビル・デルタ88                              | 1986-87                          | 4        |
| ゼネラルモーターズ       | ポンティアック・カタリナ                              | 1959-63                          | 3        |
| ゼネラルモーターズ       | ポンティアック・ファイアーバード                      | 1970                             | 3        |
| ゼネラルモーターズ       | ポンティアック・グランプリ                            | 1981-2004                        | 3        |
| ゼネラルモーターズ       | ポンティアック・ルマン                                | 1970年代                         | 3        |
| ゼネラルモーターズ       | ポンティアック・テンペスト                            | 1960年代                         | 3        |
| ゼネラルモーターズ       | ポンティアック・GTO                                   | 1960年代                         | 3        |
| ジャガー                 | ジャガー・XK120                                       | 1953-56                          | 0        |
| カイザー＝フレーザー     | カイザー・ヘンリーJ                                   | 1949-54                          | 0        |
| MG                       | MG・TC                                                | 1954                             | 0        |
| MG                       | MG・MGA                                               | 1960-63                          | 0        |
| パッカード               | パッカード・カスタム・エイト/クリッパー               | 1950-56                          | 0        |
| ポルシェ                 | ポルシェ・356                                         | 1953-54                          | 0        |
| スチュードベーカー       | スチュードベーカー・チャンピオン/コマンダー/ラーク    | 1950-62                          | 0        |
| トヨタ                   | トヨタ・カムリ                                        | 2007年 - （現在）                | 2        |
| トライアンフ             | トライアンフ・TR3                                     | 1960                             | 0        |
| タッカー                 | タッカー・トーピード                                  | 1950                             | 0        |
| フォルクスワーゲン       | フォルクスワーゲン・ビートル                          | 1953                             | 0        |
| ウィリス・オーバーランド | ウィリス・エアロ                                      | 1952-54                          | 0        |